# Sayn-Wittgenstein-Sayn
Die Familie Sayn-Wittgenstein-Sayn ist eine Linie des rheinischen Adelsgeschlechts Sayn-Wittgenstein mit Stammsitz auf Burg Sayn im Bendorfer Stadtteil Sayn.

## Geschichtlicher Überblick

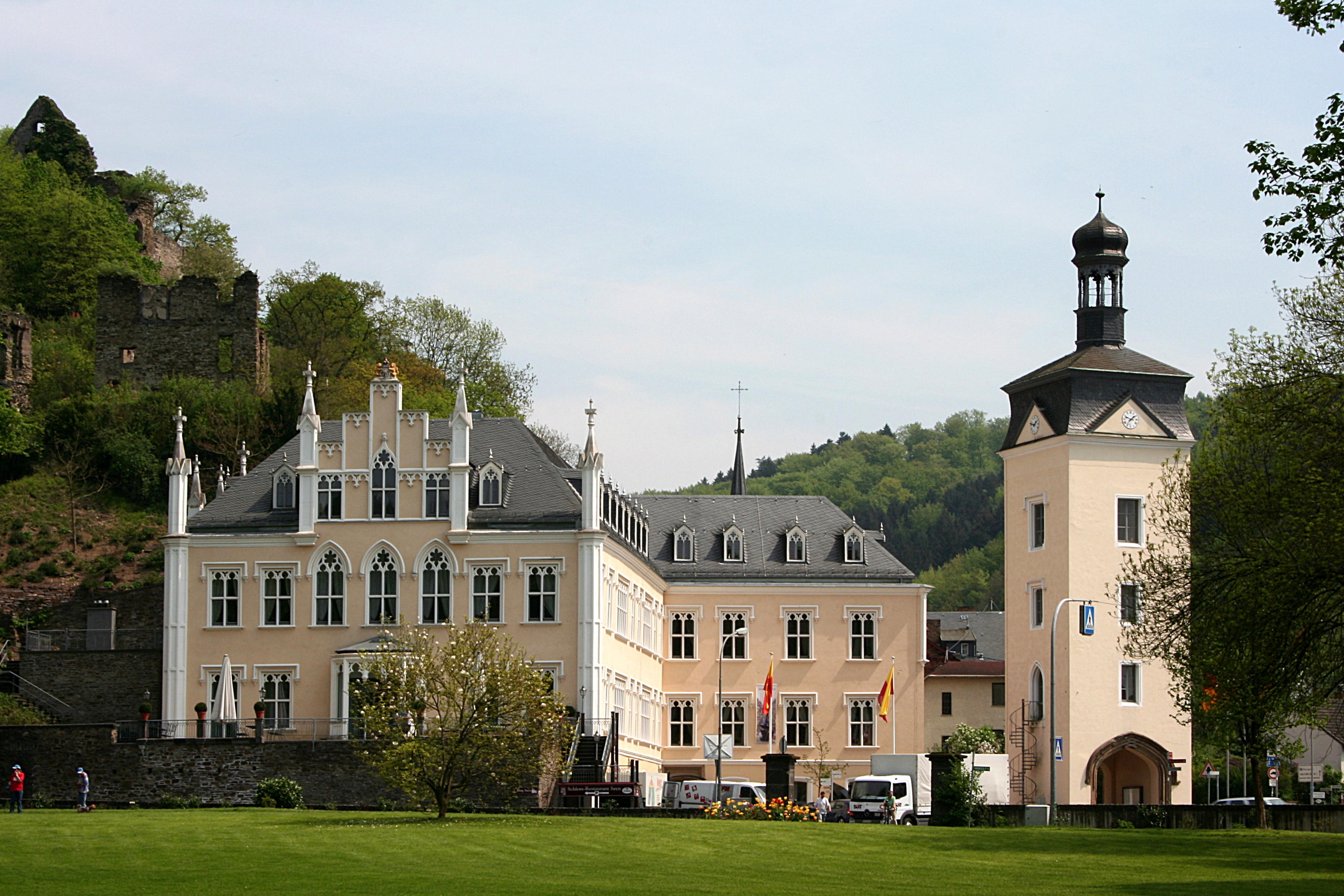
Schloss Sayn im Landkreis Mayen-Koblenz

Die erste Linie Sayn-Wittgenstein-Sayn war eine der drei Hauptlinien der Grafen zu Sayn-Wittgenstein; sie entstand aus der Verbindung der letzten Tochter der Grafen zu Sayn-Sayn, Anna Elisabeth, mit Wilhelm III. von Sayn-Wittgenstein. Mit dem Tod des siebenjährigen Erbgrafen Ludwig, dem Sohn von Louise Juliane von Sayn und dem schon 1632 verstorbenen Grafen Ernst, starb diese Linie 1636 aus. Die eigentliche Grafschaft war damit für das Haus Sayn(-Wittgenstein) verloren, weil Kurtrier sie als erledigtes Lehen einzog.
Das zweite Haus Sayn-Wittgenstein-Sayn entstand aus den Söhnen zweiter Ehe des Grafen Wilhelm III. mit Gräfin Anna Ottilie von Nassau-Weilburg (1582–1635), Tochter des Grafen Albrecht von Nassau-Weilburg. Diese Linie starb 1846 mit Graf Gustaf zu Sayn-Wittgenstein-Sayn aus.
Eine Teilung des Hauses Sayn-Wittgenstein-Berleburg begründete mit Ludwig Franz II. (1694–1750) die Linie Sayn-Wittgenstein-Berleburg-Ludwigsburg (seit 1834 Fürsten des Königreiches Preußen und seit 1861 Fürsten zu Sayn-Wittgenstein-Sayn).

### Die Fürsten zu Sayn-Wittgenstein-Sayn bis 1918

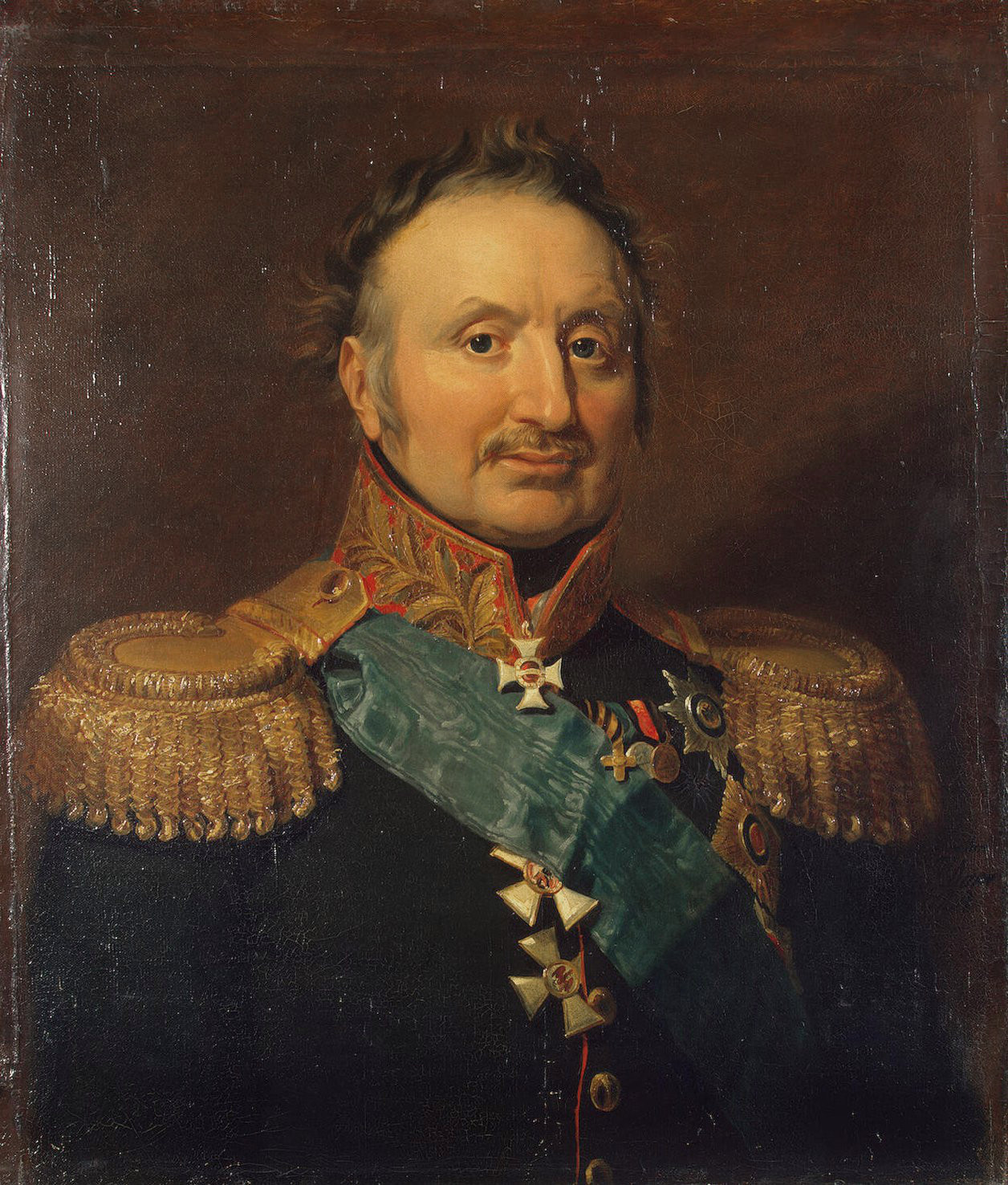
Ludwig Adolph Peter Graf zu Sayn-Wittgenstein (1769–1843)

- Ludwig Franz II. (* Berleburg 13. Dezember 1694; † Berleburg 24. Februar 1750)
- Christian Ludwig Casimir (* Ludwigsburg 13. Juli 1725; † Rheda 6. Mai 1797)
- Ludwig Adolph Peter, seit 1834 Fürst zu Sayn-Wittgenstein-Berleburg-Ludwigsburg (Durchlaucht), kaiserl. russischer Generalfeldmarschall, (* Kiew 6. Januar 1769; † Lemberg 11. Juni 1843)
- Ludwig Adolf Friedrich (* Kowno 17. Juni 1799; † Cannes 20. Juni 1866), Fürst zu Sayn-Wittgenstein-Berleburg-Ludwigsburg, seit 1861 1. Fürst zu Sayn-Wittgenstein-Sayn. Er war in erster Ehe (Sankt Petersburg 1828) verheiratet mit Caroline (Stephanie) Prinzessin Radziwill (* Paris 9. Dezember 1809; † Bad Ems 26. Juli 1832). Sie brachte in die Ehe einen der größten privaten Grundbesitze Europas. In zweiter Ehe (Marno, Gov. Kursk 1834) verheiratet mit Leonilla Fürstin Bariatinska (* Moskau 9. Mai 1816; † Ouchy 1. Februar 1918).

Leonilla Fürstin zu Sayn-Wittgenstein-Sayn, gemalt 1843 von Franz Xaver Winterhalter

- Peter Dominikus Ludwig (* 10. Mai 1831; † 20. August 1887), Fürst zu Sayn-Wittgenstein-Berleburg-Ludwigsburg, erbt gemeinsam mit seiner Schwester Marie, verheiratet mit Clodwig Fürst zu Hohenlohe-Schillingsfürst, die großen russischen Besitzungen seiner Mutter Stephanie Prinzessin Radziwill.
- Theodor Friedrich (* Berlin 3. April 1836; † Meran 19. Mai 1909), folgt seinem jüngeren Bruder Ludwig 1876 als 3. Fürst zu Sayn-Wittgenstein-Sayn. Von 1879 bis 1880 Graf von Altenkirchen und ab 1880 russischer Fürst zu Sayn-Wittgenstein (ohne -Sayn). 1887 folgt er seinem älteren Halbbruder Peter in einigen russischen Titeln und Besitzen. Seine Nachkommen führen den Titel Fürst bzw. Fürstin zu Sayn-Wittgenstein (Durchlaucht).
- Ludwig (* 15. Juli 1843; † 26. Februar 1876), 1866–1876 2. Fürst zu Sayn-Wittgenstein-Sayn
- Alexander (* Paris 14. Juli 1847; † Wissen 12. August 1940), 1879–1883 4. Fürst zu Sayn-Wittgenstein-Sayn. 1883–1918 Graf von Hachenburg. Seine Nachkommen aus zweiter Ehe führen den Titel Graf bzw. Gräfin von Hachenburg.
- August Stanislaus Peter Joseph (* Düsseldorf 23. September 1872; † Würzburg 27. März 1958), 1883–1958 5. Fürst zu Sayn-Wittgenstein-Sayn

### Chefs des Hauses Sayn-Wittgenstein-Sayn nach 1918
- Ludwig Stanislaus Heinrich Aloysius Prinz zu Sayn-Wittgenstein-Sayn (* Kopenhagen 4. Mai 1915; † Sayn 9. Januar 1962), verheiratet mit Marianne Mayr-Melnhof, später bekannter als Gesellschaftsfotografin Marianne Sayn-Wittgenstein-Sayn (* 9. Dezember 1919; † 4. Mai 2025)
- Alexander Konrad Friedrich Heinrich Prinz zu Sayn-Wittgenstein-Sayn (* Salzburg 22. November 1943), verheiratet mit Gabriela Gräfin von Schönborn-Wiesentheid (* Würzburg 16. Oktober 1950).

### Bekannte Mitglieder des Hauses Sayn-Wittgenstein-Sayn
- Ludwigs jüngerer Bruder war der erfolgreiche Nachtjäger Heinrich Prinz zu Sayn-Wittgenstein
- Alexander Prinz zu Sayn-Wittgenstein-Sayns Tochter Filippa Sayn-Wittgenstein
- Die Schauspielerin Sunnyi Melles ist seit 1993 mit Peter Prinz zu Sayn-Wittgenstein-Sayn, einem jüngeren Bruder von Alexander Prinz zu Sayn-Wittgenstein-Sayn, verheiratet.

Zu weiteren Trägern des Namens Sayn-Wittgenstein-Sayn siehe Sayn-Wittgenstein#Bekannte Familienmitglieder.

## Träger des Namens „Fürst von Sayn-Wittgenstein“
Personen, bei denen anstelle des „zu“ ein „von“ im Namen steht, gehören nicht zu den direkten Nachkommen dieses Adelsgeschlechts. Auch Firmen, die den Namensbestandteil „Fürst von Sayn-Wittgenstein“ nutzen, wurden von adoptierten Namensträgern oder deren Ehepartnern gegründet und stehen in keinem Zusammenhang mit den ehemals Fürstlichen Häusern Sayn-Wittgenstein. Sie sind vornehmlich im Immobilien- oder Vermögensverwaltungsbereich tätig, aber auch als Auktionshändler, Weinhändler und Internetdienstleister.
- Doris Fürstin von Sayn-Wittgenstein (geb. Ulrich), Rechtsanwältin und Politikerin der AfD

## Belege
1. ↑  Andere Namensträger auf sayn.de